# 八重神子
八重神子是米哈遊開發電子遊戲《原神》中的虛構角色，角色於遊戲2021年更新的2.0版本中登場，2022年成為可玩角色。她是遊戲中虛構國家稻妻的鳴神大社宮司和稻妻神明雷電將軍的眷屬，也是當地出版社八重堂的創始人兼總編輯。八重神子的中文配音為杜冥鸦，日文配音為佐倉綾音，韓文配音為文宥靜，英文配音為拉塔娜。
八重神子的角色原型是日本神道教的巫女，形象設計有參考日本的稻荷神，造型與米哈遊開發的《崩壞3》中角色「八重櫻」相似。作為稻妻地區的重要角色，八重神子也獲得不少玩家和媒體的關注和評論，角色塑造獲得正面的評價，角色在戰鬥中表現則評價一般。

## 創作及設計

### 角色宣傳
2021年4月16日的遊戲1.5版本前瞻節目中，八重神子作為節目嘉賓介紹了稻妻地區，節目中也透露了角色是神社的宮司，并与鍾離、甘雨和雷神相識。八重神子最早在遊戲2.0版本「不動鳴神，泡影斷滅」作為非玩家角色上線，在遊戲主線劇情的稻妻篇登場，是該篇章的重要角色。
2022年元旦前半小時，米哈遊在社交平台公佈了八重神子的角色立繪插畫，預示角色將會作為使用法器的可玩角色上線。2月初，米哈遊宣佈八重神子將作為可玩角色連同其角色劇情「仙狐之章」會在遊戲2.5版本更新，角色劇情需玩家完成雷電將軍角色劇情「天下人之章」第二幕才能開啟，同時也會上線八重神子的專屬武器「神樂之真意」。2月10日，米哈遊公佈了角色預告視頻，視頻中透露了八重神子在遊戲中的身份是鳴神大社的宮司，預告中表現出角色與主線劇情中高冷形象不同的另一面，稻妻地區的人們都很敬重八重神子。同日，米哈遊還推出一個以八重神子為主角的網絡遊戲「狐行花坂 漫步世間」，遊戲中玩家扮演八重神子光顧稻妻的不同店鋪，完成遊戲後能獲得角色相關的電腦壁紙。2月15日，米哈遊公佈了角色演示視頻，視頻中展示了除了宮司還有出版社主編的身份，以角色回憶的方式展示了部分技能。3月11日，米哈遊在玩家社區HoYoLAB上發佈了八重神子和雷電將軍等角色的表情包。

### 角色設計
在製作組的設定中，八重神子有著神社宮司和雷神眷屬的尊貴身份，同時身為出版社總編熱衷創辦和舉行慶典，她博學多聞，在合成角色天賦素材時有一定概率產生額外隨機的同地區天賦素材。角色設計有參考日本文化，角色名字「神子」源於日文中的巫女，角色服飾為典型的日本神社巫女裝扮，角色身處的鳴神大社設計上和伏見稻荷大社類似，神社位於山頂，前往神社的山道上設置了大量鳥居，角色原形是粉色毛髮的狐狸，遊戲中是仙狐後裔，喜歡吃油豆腐，這與日本的稻荷神喜好一樣，而角色的專屬武器「神樂之真意」外形仿效神道教祭祀歌舞神樂時使用的「神樂鈴」。角色技能「殺生櫻」設定為隨機攻擊周圍敵人，米哈遊在遊戲2.6版本修改了技能效果為優先攻擊距離最近的敵人。技能效果的修改引起玩家的不滿，玩家認為這個修改削弱了角色強度，特別是命座系統會擴大殺生櫻的攻擊範圍，而改動讓命座效果無效，不久米哈遊宣佈撤回這次修改并作出补偿。

### 角色配音
角色的中文配音為杜冥鸦，她同時是遊戲中另一個角色凝光的配音，杜冥鸦表示八重神子喜歡閱讀輕小說中記錄的各種經常故事，也喜歡欣賞人類在命運的舞台上展現出來的喜怒哀樂，同時作為雷神眷屬，角色也承擔很多重要的職責，在大多數的時候八重神子都游刃有餘，也有威嚴的一面。角色的日文配音為佐倉綾音，佐倉綾音在聲演角色時被要求帶有誘惑人和玩弄人的演出，同時展示角色的女性魅力與神秘感。她個人認為八重神子是一個很有魅力的角色，她似乎無所不知，同時以一種誘惑人的語氣說話，現實如果存在這樣人會很可怕。角色英文配音是拉塔娜，角色的試鏡由聲演雷電將軍的配音員安妮·亞科負責。

## 作品中表現

### 角色故事
八重神子是稻妻的鳴神大社宮司，同時是當地出版社八重堂的總編。她在先代雷電真時期就是雷神的眷屬，在雷電真隕落之後，她就成為現任雷神雷電影唯一的可以交心的摯友，雷電影甚至將珍貴的「神之心」交給她保管。八重神子不太認同雷電影追求的「永恆」，認為雷電影一直在「一心淨土」中修行，只是在逃避，也忽略世間的變化。在旅行者（玩家）到訪稻妻之後，發現旅行者能進入「一心淨土」，於是鍛煉旅行者擁有對抗雷電影的能力，希望以武力的形式讓雷電影明白當下追求「永恆」的方式是無效的。在旅行者和八重神子的努力下，雷電影改變了先前的想法，也廢除收繳神之眼的「眼狩令」。

### 角色玩法
《原神》2.5版本「薄櫻初綻時」更新之後，玩家可以在遊戲中透過祈願的方式讓八重神子加入隊伍。她是一個使用法器的雷元素角色，角色的普通攻擊是召喚狐靈進行遠程攻擊，元素戰技會在場地設置一個「殺生櫻」，同一時間最多設置三個，殺生櫻會主動使用雷電攻擊敵人，元素爆發是雷元素的範圍攻擊，場地存在殺生櫻時，每個殺生櫻會變成落雷攻擊。角色的元素戰技和元素爆發擁有很高傷害輸出。

## 反響及評價
八重神子在遊戲1.5版本前瞻節目中Q版造型登場之後，就引起玩家的注意，不久網絡上就出現角色的同人插畫和角色3D模型。隨著角色在主線劇情登場，不少玩家被角色的設計和性格所吸引，有愛好者「茗家的鸫」還製作出八重神子的等身人偶。在角色立繪插畫公佈當日，有角色粉絲heloitsame發佈角色的同人插畫以慶祝角色即將作為可玩角色上線。角色預告視頻發佈當日就在bilibili獲得350萬的播放量，並登上熱門視頻第二位，角色演示視頻也在發佈後一天獲得超過300萬的播放量。在八重神子作為可玩角色上線不久，就有很多粉絲發佈同人作品，如同人歌曲，中央民族樂團成員翻奏角色演示歌曲等，還有粉絲阿莫西林Amo製作了角色手办。GamesRadar+的編輯表示八重神子的角色預告視頻是《原神》目前為止最富有表現力和令人驚歎的預告視頻，米哈遊的動畫師透過仔細地刻畫出角色表情，塑造出生動的角色。
角色設計方面，遊戲日報的編輯淖尔指出八重神子的角色設計與米哈遊開發的《崩壞3》中「八重櫻」角色設計十分相似，兩個角色都是粉色頭髮和以「八重」為姓氏，另一個編輯南山虎也認為角色的形象設計源於八重櫻，「她浓密的粉色披肩发及蓝紫色的双瞳和崩坏的八重樱别无二致，只不过她的狐耳柔顺地下垂，这恐怕是和八重樱差别最大的地方」。Screen Rant的雷恩·肯利認為八重神子作為仙狐後裔，十分聰明，她經常以機智和聰慧達成自己的目的。作為雷神的左右手，八重神子是一個強大又狡猾的盟友。Game Rant的編輯布列塔尼·芬利評論八重神子既神秘又令人生畏，她作為雷神眷屬在稻妻篇是重要角色。另一個評論家表示八重神子是《原神》迄今而至最有趣的角色之一，她的美麗造型設計與個性結合，讓她成為許多玩家期待入手的角色。
角色玩法方面，遊戲媒體對角色評價不一，八重神子可以定位為進攻主力和進攻輔助，而培養成進攻主力成本很高。PC Gamer的編輯認為八重神子是一個很有趣的角色，角色的「殺生櫻」系統和九條裟羅的「烏羽」類似，但是元素爆發和元素戰技之間的協同更強。Rock, Paper, Shotgun的阿米莉亞·卓爾納表示八重神子的元素戰技和元素爆發都是令人印象深刻的技能，玩家可以透過加強角色的戰技和普通攻擊讓她成為進攻主力。Game Rant的認為八重神子的命座可以加強角色的暴擊，代表角色有成為進攻主力的潛力，這在使用法器的角色中是很少見，殺生櫻能自動攻擊敵人，也代表角色能成為有力的進攻輔助。指出角色實用性不高，元素爆發需要太多能量，角色全命座能有很強的加成，但是需要付出很大的成本。Screen Rant的Kevin Wong認為八重神子是一個強大的進攻輔助，殺生櫻能持續對敵人造成傷害，玩家可以切換為進攻主力利用元素反應機制造成更大傷害。如果玩家用心培養角色，獲得她的專屬武器，她能擁有不俗的傷害輸出，反之她會成為累贅。另一個評論家艾登·柯指出八重神子和《原神》其他雷元素角色相比，沒有特別的優勢，只有角色命座才能加強角色能力，只是命座以祈願獲取，這需要金錢和運氣。PCGamesN的珍·羅瑟里認為八重神子最佳的定位是進攻輔助，她擁有較高的攻擊力和強大的元素爆發技能，但是爆發技能需要的能量太多了，冷卻時間也長。

## 外部連結
- bilibili上的《原神》八重神子角色PV——「狐之所爱」
- bilibili上的《原神》角色演示-「八重神子：仙狐宫司异闻录」
- bilibili上的《原神》拾枝杂谈-「八重神子：天狐嗤笑谭」